# Harpanthus
Harpanthus (Sichellebermoos) ist eine Moosgattung der Ordnung Jungermanniales.
Nach der 2020 veröffentlichten „An annotated checklist of bryophytes of Europe, Macaronesia and Cyprus“ wird die Gattung Harpanthus in die monogenerische Familie Harpanthaceae innerhalb der Ordnung Jungermanniales gestellt. Die Familie Harpanthaceae stammt schon von Arnell aus dem Jahr 1928.

## Merkmale
Die Blätter sind oval bis rundlich-oval und an der Spitze seicht eingebuchtet, ausgerandet oder in zwei kurze Lappen geteilt. Unterblätter sind verhältnismäßig groß, eiförmig-lanzettlich bis lanzettlich und am Rand oft mit einem Zahn versehen. 
Die Geschlechterverteilung ist diözisch. Die Gametangienstände entspringen den Achseln der Unterblätter. Die männlichen sind kurz ährenförmig und haben kleine bauchig hohle Hüllblätter mit je 1 oder 2, manchmal 4 Antheridien. Weibliche Gametangien befinden sich an kurzen, knospenförmigen Ästen. Das Perianth ist kurz keulenförmig. Nach der Befruchtung wächst der Sporophyt in die Spitze des weiblichen Astes hinein, es entwickelt sich ein fleischiges Perigynium, aus dem zusammen mit dem reduzierten Perianth ein aufrechtes, keulenförmiges bis eiförmiges Gebilde entsteht. Die Sporenkapselwand ist zweizellschichtig. Brutkörper fehlen oder sind vorhanden.

## Arten
Zur kleinen Gattung Harpanthus gehören weltweit 3 Arten mit Vorkommen auf der Nordhalbkugel. In Europa sind zwei Arten vertreten:
- Harpanthus flotovianus
- Harpanthus scutatus

Die dritte Art Harpanthus drummondii ist ein Endemit des östlichen Nordamerika.